# Asota malisa
Asota malisa là một loài bướm đêm trong họ Erebidae.